# Ałuszta w nocy

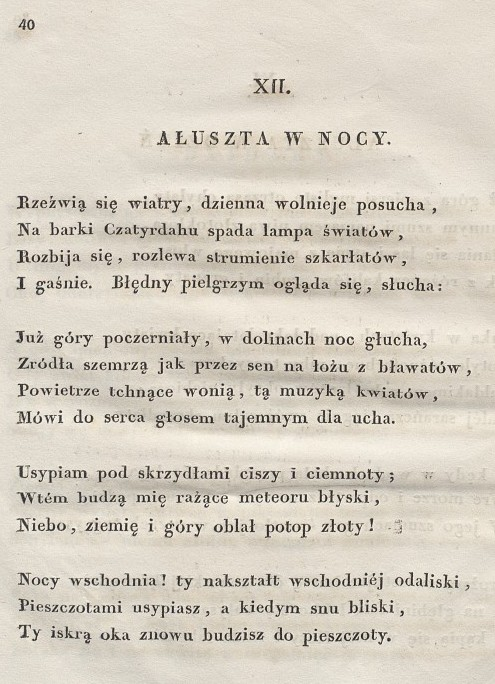
Ałuszta w nocy w pierwodruku „Sonetów Adama Mickiewicza” z 1826 roku

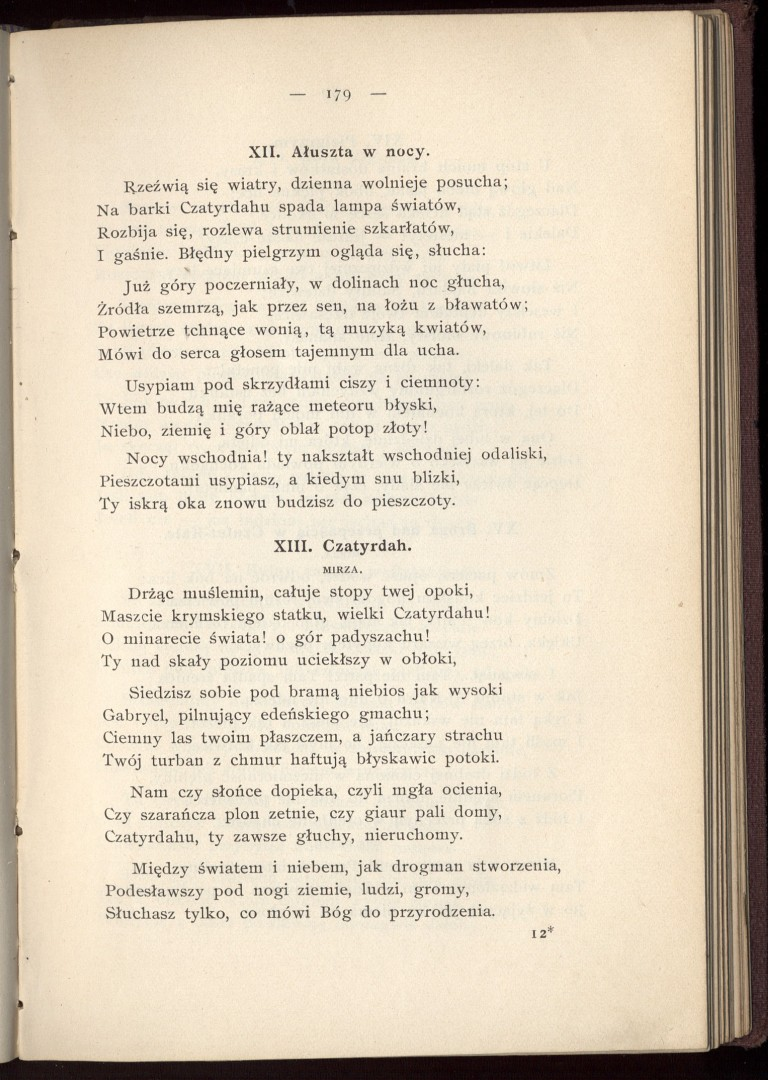
Ałuszta w nocy w tomie 1 zbioru „Poezyje Adama Mickiewicza” z 1899 roku

Ałuszta w nocy (incipit Rzeźwią się wiatry, dzienna wolnieje posucha) – dwunasty sonet z cyklu sonetów krymskich autorstwa Adama Mickiewicza. Po raz pierwszy został opublikowany w 1826 roku, natomiast dokładna data powstania poematu nie jest znana.

## Miejsce w cyklu
Sonet Ałuszta w nocy zgodnie z podziałem Władysława Folkierskiego jest trzecim sonetem z czterech związanych w dolinami Krymu  (Bajdary, Ałuszta w dzień, Ałuszta w nocy, Czatyrdah), natomiast zgodnie z podziałem Juliusza Kleinera oraz Czesława Zgorzelskiego utwór jest drugim z trzech sonetów-obrazów (Ałuszta w dzień, Ałuszta w nocy, Czatyrdah).

## Treść sonetu
Dwunasty sonet z cyklu został zainspirowany nocą w Ałuszcie. Do sonetu zostały wprowadzone określeniania konkretyzujące prowadzoną obserwację w przestrzeni (Ałuszta – Czatyrdah – źródła). Podróżny (jedno z wcieleń Krymskiego Pielgrzyma, człowieka o gorzkiej i skomplikowanej przeszłości, świadomego wyobcowania i samotności, który jednak zachował poznawczą ciekawość świata), utożsamiany z podmiotem lirycznym, w tym sonecie aktywnie prowadzi obserwację otaczającej go przyrody. Pierwszy czterowiersz opisuje zachód słońca nad Czatyrdahem, drugi odgłosy i zapachy nocy a pierwszy trójwers widok meteoru. Odpowiednio wykreowany obraz pozwala na pokazanie w ostatnim trójwierszu erotycznej atmosfery nocy orientalnej.

## Analiza wersyfikacyjna
Sonet jest napisany trzynastozgłoskowcem i zbudowany zgodnie z zasadami budowy sonetu poezji prowansalskiej oraz zasadami stosowanymi przez Petrarkę (czternastowierszowa struktura sonetu podzielona na dwa czterowiersze i jeden sześciowiersz), przy użyciu wyłącznie rymów żeńskich, padających na istotne dla treści sonetu słowa. W dwóch pierwszych czterowierszach układ rymów jest abba abba, na zgodnych rymach, natomiast w sześciowierszu, rozkładającym się na dwa trójwiersze, cdc dcd. Struktura wersyfikacyjna sonetu jest zgodna z jego strukturą wewnętrzną, dwóm pierwszym czterowierszom, będącym zamkniętymi całościami składniowymi, przeciwstawia się ostatni sześciowiersz, obejmujący czterowiersz z finałem dwuwierszowym, dla wzmocnienia puenty.

## Powstanie sonetu
Najprawdopodobniej wszystkie autografy sonetów Mickiewicza znajdowały się w albumie należącym do Piotra Moszyńskiego. Album ten, jak i kopia wykonana przez Bronisława Gubrynowicza, zaginęły po 1945 roku, w związku z czym nie można ustalić dokładnej daty jego powstania. Zgodnie z informacjami umieszczonymi w napisanej przez Władysława Mickiewicza przedmowie do tomu 1. paryskich „Dzieł” Mickiewicza sonety przed ich wydaniem zostały ocenzurowane przez Michaiła Kaczenowskiego, profesora Uniwersytetu Moskiewskiego, który dokonał mało znaczących poprawek oraz nie wyraził zgody na publikację jednego sonetu pod tytułem Czołobitność, z którego treści zachowały się tylko dwa wersy.

## Współczesna recepcja
Sonety krymskie w momencie ukazania się drukiem wywołały burzliwą dyskusję i niejednoznaczne oceny. Najostrzejszym ich krytykiem był Kajetan Koźmian, który w liście do Franciszka Morawskiego użył na ich określenie terminu paskudztwo, negatywnie oceniał je również Franciszek Salezy Dmochowski, natomiast pozytywnie oceniali je m.in. Maurycy Mochnacki oraz Teodozy Sierociński. Przeciwnicy uważali język sonetów za niewłaściwy, z powodu orientalizmów oraz odstępstw od norm języka literackiego, kwestionowali również formę sonetu jako nieodpowiednią dla tematu. Zwolennicy zauważyli, że cykl sonetowy stanowi romantyczny odpowiednik poematu opisowego, stanowiąc zwartą kompozycyjną całość.